# ナイン・ジンクス・ボーイズ〜九厄少年〜
『ナイン・ジンクス・ボーイズ～九厄少年～』（朝: 아홉수소년）は2014年8月29日から2014年10月11日までtvNで放送されていた大韓民国のテレビドラマである。

## 出演

### 主要人物
カン・ジング：キム・ヨングァン
29歳。長男。旅行会社のツアープランナー。
カン・ミング：ユク・ソンジェ（BTOB）
19歳。次男。柔道少年。
カン・ドング：チェ・ロウン
9歳。三男。子役。
ク・グァンス：オ・ジョンセ
39歳。三兄弟の叔父。バラエティ番組のプロデューサー。

### ジングの周辺人物
マ・セヨン：キョン・スジン
ジングの友人。同期社員。

### ミングの周辺人物
ハン・スア：パク・チョロン（Apink）
ミングの一目惚れの女の子。

### ドングの周辺人物
チャン・ペクジ：イ・チェミ
ドングの彼女。子役。

### グァンスの周辺人物
チュ・ダイン：ユ・ダイン
グァンスの元彼女。コーヒー少女の社長。
ウンソ：キム・セヨン
ダインの娘。

## 視聴率
| Ep         | 放送日         | 平均視聴率 |
| Ep         | 放送日         | 全国       |
| ---------- | -------------- | ---------- |
| 1          | 2014年8月29日  | 1.08％     |
| 2          | 2014年8月30日  | 0.85％     |
| 3          | 2014年9月5日   | 0.92％     |
| 4          | 2014年9月6日   | 該当なし   |
| 5          | 2014年9月12日  | 0.82％     |
| 6          | 2014年9月13日  | 該当なし   |
| 7          | 2014年9月19日  | 0.91％     |
| 8          | 2014年9月20日  | 0.80％     |
| 9          | 2014年9月26日  | 1.04％     |
| 10         | 2014年9月27日  | 1.03％     |
| 11         | 2014年10月3日  | 1.22％     |
| 12         | 2014年10月4日  | 1.43％     |
| 13         | 2014年10月10日 | 0.76％     |
| 14         | 2014年10月11日 | 0.69％     |
| 平均視聴率 | 平均視聴率     | 0.963％    |